# Список эпизодов телесериала «Горец»
«Го́рец» (англ. Highlander: The Series) — фантастический сериал, выходивший на экраны с 1992 по 1998 год.

## Обзор сериала
| Сезон | Серии | Серии | Даты показа      | Даты показа     | Дата выпуска на DVD |
| Сезон | Серии | Серии | Первая серия     | Последняя серия | Дата выпуска на DVD |
| ----- | ----- | ----- | ---------------- | --------------- | ------------------- |
| 1     | 22    | 22    | 3 октября 1992   | 22 мая 1993     | 12 ноября 2002      |
| 2     | 22    | 22    | 27 сентября 1993 | 23 мая 1994     | 29 июля 2003        |
| 3     | 22    | 22    | 26 сентября 1994 | 29 мая 1995     | 18 ноября 2003      |
| 4     | 22    | 22    | 25 сентября 1995 | 26 мая 1996     | 13 апреля 2004      |
| 5     | 18    | 18    | 23 сентября 1996 | 19 мая 1997     | 10 августа 2004     |
| 6     | 13    | 13    | 5 октября 1997   | 16 мая 1998     | 8 февраля 2005      |

## Сезон 1 (1992—1993)
| 1 | 1x01 | Встреча                    | The Gathering           |  |  |  |
| Бессмертный Слэн Квинс нарушает мирную жизнь Дункана Маклауда и его возлюбленной Тэссы Ноэль. Он бросает вызов Дункану, предлагая померяться силами. Предотвратить стычку пытается учитель Дункана и его дальний родственник Коннор Маклауд. Невольным свидетелем событий становится Ричи Райан, промышляющий мелким воровством и решивший ограбить магазин Дункана.                                                                                          |      |                            |                         |  |  |  |
| 2 | 1x02 | Фамильное древо            | Family Tree             |  |  |  |
| Ричи, ставший подопечным Дункана, мечтает узнать, кто его родители, ведь он совершенно ничего о них не помнит. В поисках он сталкивается с аферистом Джо Скэнлоном, у которого крупные долги в казино. С целью проникнуть в магазин Маклауда аферист выдаёт себя за пропавшего отца Ричи. На фоне этих событий Дункан вспоминает прошлое, о том, как он впервые узнал о своём бессмертии и о том, как его предал названный отец…                              |      |                            |                         |  |  |  |
| 3 | 1x03 | Отвергнутый путь           | The Road Not Taken      |  |  |  |
| Знакомый Ричи погибает от воздействия восточного наркотического вещества. Дункан понимает, что уже видел нечто подобное, и подозревает в смерти своего приятеля, который занимается исследованиями в области восточных трав, бессмертного Ким Сана. Состав смертельного наркотического зелья действительно был изготовлен Ким Саном, но был похищен его учеником Чу Лином. Дункан и Ким отправляются на поиски Чу Лина…                                       |      |                            |                         |  |  |  |
| 4 | 1x04 | Невиновный                 | Innocent Man            |  |  |  |
| Вблизи маленького городка в лесу убит бессмертный Лукас Дезире, друг Маклауда, с которым они познакомились во время гражданской войны. В убийстве подозревают бродягу, ветерана Вьетнамской войны. Дункан жаждет найти настоящего убийцу и не дать осудить невиновного… |      |                            |                         |  |  |  |
| 5 | 1x05 | Свободное падение          | Free Fall               |  |  |  |
| Совершить самоубийство, чтобы выдать себя за молодого бессмертного и привлечь внимание Горца — цель Фелисии Мартинс, новой знакомой Ричи. Но в реализации плана появляется ряд трудностей, например, как утаить… 200 лет своей биографии. |      |                            |                         |  |  |  |
| 6 | 1x06 | Плохой день в корпусе «А»  | Bad Day in Building «A» |  |  |  |
| Случайно оказавшись в группе заложников, захвативших здание суда с целью освобождения своего лидера Брайана Слэйда, Маклауд привлекает внимание к своей особе, когда террористы хотят принести в жертву одного из захваченных людей. Среди заложников остаются друзья Маклауда Тэсса и Ричи, и Дункан начинает мстить бандитам, уничтожая их одного за другим…                                                                                                |      |                            |                         |  |  |  |
| 7 | 1x07 | Люди гор                   | Mountain Men            |  |  |  |
| Тэсса похищена обитателями гор, предводителем которых является бессмертный Калеб. Добиваясь привязанности Тэссы, Кэлеб хочет сделать её своей женой. Преследуя похитителей по их следам, Дункан, знающий эти горы как свои пять пальцев, настигает похитителей намного раньше, чем шериф. Всё дело в том, что Дункан 150 лет назад бродил по этой местности со своим бессмертным другом Карлом, который много чему научил Маклауда.                           |      |                            |                         |  |  |  |
| 8 | 1x08 | Смертоносная медицина      | Deadly Medicine         |  |  |  |
| Маклауд «умирает» в больнице вследствие автомобильной аварии. Пытаясь покинуть больницу, Дункан оказывается похищен сумасшедшим доктором, работавшим в операционной и узнавшем тайну бессмертия Маклауда. Осчастливить человечество — вот о чём мечтает врач. А когда Дункан сбегает от похитителя, он убивает медсестру Барбару Мэдисон, при этом все улики указывают на бессмертного Маклауда.                                                              |      |                            |                         |  |  |  |
| 9 | 1x09 | «Морская Ведьма»           | The Sea Witch           |  |  |  |
| Ники, бывшая девушка Ричи, пытается сбежать из города с маленькой дочуркой Мелиндой и начать новую жизнь. При этом она крадёт у торговцев наркотиками 50 тысяч долларов. Случайно столкнувшись с Ричи, Ники с Мелиндой оказываются в доме Маклауда. Главарём банды наркодельцов, вышедших на её след, оказывается бессмертный Алексей Вошин. |      |                            |                         |  |  |  |
| 10 | 1x10 | Месть сладка               | Revenge Is Sweet        |  |  |  |
| В антикварной лавке Маклауда появляется роковая брюнетка по имени Ребекка Лорд и приобретает саблю бессмертного Уолтера Рейнхардта. С того момента, как сабля, ранее принадлежавшая бессмертному, попадает к ней в руки, вокруг Маклауда и его друзей начинают происходить странные вещи. |      |                            |                         |  |  |  |
| 11 | 1x11 | Не видеть зла              | See No Evil             |  |  |  |
| Блондинки всего города в страхе и панике — в городе появился маньяк, который нападает только на белокурых девушек, терроризируя и убивая их. Блондинка Натали Бэрд, подруга Тэссы, едва не стала жертвой убийцы. Маклауд вспоминает бессмертного Маркуса Королуса, который сошёл с ума из-за измены своей возлюбленной блондинки. |      |                            |                         |  |  |  |
| 12 | 1x12 | Свидетель                  | Eyewitness              |  |  |  |
| Убита Анна Уэллер, но единственный, кто видел это — Тэсса, а тело убитой женщины пропало бесследно. Поэтому полицейские не обращают внимания на свидетельство Тэссы. Занявшись собственным расследованием, Маклауд узнает, что бывший сожитель Анны — бессмертный, которому Анна угрожала раскрытием его тайны. Произошедшее вслед за этим покушение на Тэссу указывает на то, что убийц надо искать среди полицейских…                                       |      |                            |                         |  |  |  |
| 13 | 1x13 | Узы братства               | Band Of Brothers        |  |  |  |
| Для Дункана Маклауда всегда много значил День битвы при Ватерлоо (1815), на полях которой он встретил монаха Дария. Великий полководец Дарий мог покорить всю Европу, но посвятил своё существование сохранению мира, поэтому распустил свою армию. Бессмертный Грэйсон не может этого простить Дарию и пытается мстить. На защиту Дария встает Дункан Маклауд.                                                                                               |      |                            |                         |  |  |  |
| 14 | 1x14 | Во имя зла                 | For Evil’s Sake         |  |  |  |
| Один из великих убийц в истории — бессмертный Кайлер — встречается с Маклаудом в Париже. Это уже третья встреча двух бессмертных, две другие были отмечены для Дункана значительными событиями — убийством барона Дешилдса, которого Маклауд охранял, будучи его телохранителем, и знакомством с Тэссой. |      |                            |                         |  |  |  |
| 15 | 1x15 | Завтра, за которое умираем | For Tomorrow We Die     |  |  |  |
| При ограблении ювелирной лавки в Париже грабители используют ядовитый газ. Вскоре на исповеди в церкви бессмертный Ксавье Сент-Клод, исповедуясь Дарию, признаётся в содеянном. Несмотря на поиски полиции, Дарий не может нарушить тайну исповеди, а Маклауд, догадавшись о случившемся, начинает искать Ксавье самостоятельно. |      |                            |                         |  |  |  |
| 16 | 1x16 | Зверь в глубине            | The Beast Bellow        |  |  |  |
| Ещё в XVII веке Маклауд помогает спастись от преследователей бессмертному-юродивому Урсе, спрятав того в аббатстве. Конечно, в настоящее время аббатства давно уже нет, и Урса живёт в подземелье под знаменитым оперным театром. Слушая прекрасную музыку, он влюбляется в чернокожую певицу Кэролайн, дни которой как оперной дивы сочтены. Не задумываясь, он становится пешкой в её игре.                                                                 |      |                            |                         |  |  |  |
| 17 | 1x17 | Защитить Грэйс             | Saving Grace            |  |  |  |
| Бессмертный Карло Синдаро не в силах смириться с разрывом со своей любовницей-бессмертной Грейс и любыми силами пытается заставить её вернуться. Так или иначе, но муж Грейс умирает, о чём она рассказывает священнику Дарию. Все подозрения, несомненно, падают на Синдаро. Маклауд, познакомив Грэйс с Тэссой, решает помочь ей и пресечь попытки Синдаро вернуть её.                                                                                      |      |                            |                         |  |  |  |
| 18 | 1x18 | Леди и тигр                | The Lady And The Tiger  |  |  |  |
| Случайно находясь с Тэссой на цирковом представлении, Маклауд встречает Аманду Монтроуз, свою бывшую любовницу, бессмертную воровку, мошенницу и аферистку. Но сейчас Аманде нужна помощь. Дело в том, что её бывший приятель, вышедший недавно из тюрьмы, куда именно Аманда его и посадила, угрожает ей расправой. Не оставляет сомнений, что Дункан не может оставить женщину без защиты.                                                                  |      |                            |                         |  |  |  |
| 19 | 1x19 | Глаз смотрящего            | Eye Of The Beholder     |  |  |  |
| Известный кутюрье Габриэль Пейтон, ранее известный как знаменитый вор и покоритель женских сердец, убивает свою смертную любовницу, которая по совместительству работает у него моделью. Дело в том, что девушка случайно наткнулась в доме на тайник с ворованными сокровищами. На место убитой Синтии претендует другая длинноногая модель, которая очень нравится Ричи.                                                                                    |      |                            |                         |  |  |  |
| 20 | 1x20 | Ангел мщения               | Avenging Angel          |  |  |  |
| Бессмертный Альфред Кэхил, который воскрес после смертельной раны, решил, что он избранный ангел, который должен отомстить «извращенцам». Его жертвами призваны стать женщины-проститутки и их сутенёры. Одна из подруг Тэссы, занимающаяся в настоящее время проституцией, может стать его очередной жертвой. Правила игры, по которым живут бессмертные, Кэхил отрицает и не хочет понять Маклауда, объясняющего природу и настоящее призвание им подобных. |      |                            |                         |  |  |  |
| 21 | 1x21 | Некуда бежать              | Nowhere To Run          |  |  |  |
| Приёмная дочь бессмертного Эверетта Беллиана изнасилована. Виновником оказывается сын Алана Ротвуда, давнего приятеля Тэсс. Марк, так зовут сына Алана, который в настоящее время работает дипломатом, всё отрицает. Маклауд, который пытается мирно разрешить конфликт, добивается тем самым абсолютно противоположного результата… |      |                            |                         |  |  |  |
| 22 | 1x22 | Охотники                   | The Hunters             |  |  |  |
| Несколько бессмертных приятелей Маклауда бесследно исчезли. Буквально в течение нескольких часов в церкви находят мёртвого Дария. Так как на священной земле бессмертные не могут позволить себе убивать, подозрения сразу же падают на смертных. В комнате, где жил Дарий, находится старинный манускрипт — таинственная хроника Наблюдателей. |      |                            |                         |  |  |  |
| |      |                            |                         |  |  |  |

## Сезон 2 (1993—1994)
| 23 | 2x01 | Наблюдатели              | The Watchers             |  |  |  |
| Маклауд, Тесса и Ричи возвращаются в Секоувер с целью найти убийц Дария. И поиски не могли не привести его в книжную лавку фолиантов. Дункан замечает у хозяина лавки Джо Доусона странную татуировку на запястье. Именно от Джо Доусона Маклауд узнаёт о таинственных стражах, которые объединены в своеобразный рыцарский орден. |      |                          |                          |  |  |  |
| 24 | 2x02 | Уроки света              | Studies in Light         |  |  |  |
| Бессмертный Грегор приглашает своего друга Маклауда на выставку, где показываются его фотоработы. Все фотографии буквально пестрят сценами, связанными с насилием. На выставке он встречает знакомых, среди которых его постаревшая возлюбленная. Так как рассказать о своём Бессмертии он не может, Дункан говорит, что он внук Дункана Маклауда. Но фотографии со сценами насилия не перестают волновать Дункана.                                                                                        |      |                          |                          |  |  |  |
| 25 | 2x03 | Превращение              | Turnabout                |  |  |  |
| Впервые посетив спортзал Чарли ДеСалво, Маклауд и Ричи встречают старого приятеля — Майкла Мура, который мечтает покончить с преследующим его бессмертным Квентином Барнсом. А ведь буквально вчера Маклауд уже слышал о Барнсе. |      |                          |                          |  |  |  |
| 26 | 2x04 | Тьма                     | The Darkness             |  |  |  |
| Ещё в XIX веке цыганка напророчила Дункану, что он никогда не женится. Вряд ли предсказание сбудется — Маклауд неожиданно делает Тэссе предложение в баре. Встреченная там предсказательница Грета предрекает Тэссе беду, и ясновидение сбывается — Тэсса похищена Паллином Вольфом — наблюдателем, который отступился от правил и убивает Бессмертных ради развлечения. В довершение всего освобождённая Дунканом Тэсса трагически гибнет от рук случайного ночного грабителя, который стреляет и в Ричи… |      |                          |                          |  |  |  |
| 27 | 2x05 | Око за око               | An Eye for an Eye        |  |  |  |
| Смерть Тэссы тяжело переживается Дунканом, даже Ричи не может поддержать его, так как пытается сжиться с мыслью о собственном бессмертии. Став свидетелями террористического акта и пытаясь его предотвратить, Маклауд и Ричи попадают в переплёт, в результате которого погибает один из террористов, а второй, которым оказывается женщина, начинает мстить. |      |                          |                          |  |  |  |
| 28 | 2x06 | Гетто                    | The Zone                 |  |  |  |
| В городских трущобах, которые называются Гетто, убит один из Наблюдателей. Джо Доусон просит Маклауда выяснить, не является ли Канаан, контролирующий трущобы, Бессмертным. Для этого Дункан должен отправиться в самый центр городского Гетто. |      |                          |                          |  |  |  |
| 29 | 2x07 | Возвращение Аманды       | The Return of Amanda     |  |  |  |
| Аманда, которая вновь возникла в жизни Дункана, в очередной раз пытается встать на праведный путь и покончить с образом жизни, связанным с преступлениями. Маклауд, слышавший это уже не первый раз, мало верит подобным заверениям и оказывается прав, замечая, что за Амандой следят. Дункан думает, что Наблюдатели, но это федеральные агенты. |      |                          |                          |  |  |  |
| 30 | 2x08 | Месть меча               | Revenge of the Sword     |  |  |  |
| Звезда фильма о боевых искусствах — Джимми Сан — является учеником Чарли ДеСалво. Во время съёмок очередного фильма в спортзале, теперь принадлежащем Дункану, происходит убийство одного из актёров. Здесь не может быть случайности, решает Маклауд, и наверняка сам Джимми в опасности. Вместе с Чарли ДеСалво он решает защитить парня. |      |                          |                          |  |  |  |
| 31 | 2x09 | Беги, чтобы выжить       | Run for Your Life        |  |  |  |
| Полицейский с белым цветом кожи и таинственной татуировкой на запястье чуть не убивает чернокожего Карла Робинсона, бывшего раба, имеющего надежду на свободное будущее, но в очередной раз став жертвой расизма. Но если Карл думает о расизме, то Маклауд знает наверняка, что полицейский Картер — отступник Наблюдатель, который ведёт охоту на Бессмертных. |      |                          |                          |  |  |  |
| 32 | 2x10 | Эпитафия Томми           | Epitaph for Tommy        |  |  |  |
| Столкнувшись утром во время пробежки с Бессмертным Галеном, Маклауд принимает бой, но вдруг, прервав его внезапно, Гален кидается наутёк и сбивает мчащимся автомобилем парня. Смерть молодого человека, который оказался журналистом по имени Томми, кажется Дункану не случайной, и он начинает расследование. |      |                          |                          |  |  |  |
| 33 | 2x11 | Боец                     | The Fighter              |  |  |  |
| Томми Салливан — бывший боксёр и друг Маклауда — просит его оказать поддержку бойцу Джорджу, которого он тренирует, на что Дункан в итоге соглашается. В это же время Чарли помогает Томми ухаживать за молоденькой официанткой. Но идиллию нарушает смерть конкурента Салливана, пытавшегося переманить Джорджа, — его находят умершим в результате насильственной смерти. Маклауд начинает подозревать старого друга в нечестной игре.                                                                   |      |                          |                          |  |  |  |
| 34 | 2x12 | Под знаменем власти      | Under Color of Authority |  |  |  |
| Бессмертный, преследующий на улице молодую девушку Лауру, вынужден прекратить преследование, столкнувшись с Ричи. Помогая Лауре скрыться, Ричи узнает, что она убегает от жестокого мужа, который обвинил её в несуществующей краже. Но Бессмертный, который гнался за Лаурой, обладает слишком хорошей репутацией, чтобы поверить словам девушки. Маклауд решает разобраться, что в самом деле произошло.                                                                                                 |      |                          |                          |  |  |  |
| 35 | 2x13 | Благослови дитя          | Bless the Child          |  |  |  |
| Мать Сара Лайтфут с ребёнком убегает от преследования человека, который хочет отнять у неё кроху. К счастью, в лесу она встречает Маклауда и Чарли, которые волею судьбы застряли на дороге в лесу. Как не помочь матери, желающей спасти своё дитя. Дункан с другом бросаются ей помочь спастись от преследования. |      |                          |                          |  |  |  |
| 36 | 2x14 | Союз нечестивых, часть 1 | Unholy Alliance, Part 1  |  |  |  |
| Странные обстоятельства, которые повлекли за собой убийства нескольких Бессмертных, не могли не вызвать резонанса в кругу посвящённых. О смерти себе подобных Дункан узнаёт от Джо Доусона. Оказывается, действуя не по Правилам, но и не нарушая их, Бессмертный убивает других с помощью людей. Маклауд узнаёт, кто стоит за всем этим — Ксавье Сент-Клод. Найдя его убежище и вступив в бой, Дункан не доводит поединок до конца — из-за внезапного появления Стража-отступника.                        |      |                          |                          |  |  |  |
| 37 | 2x15 | Союз нечестивых, часть 2 | Unholy Alliance, Part II |  |  |  |
| Потеря дружеских отношений между Маклаудом и Джорджем не помешала последнему тайно дать ему адрес, по которому скрываются Хортон и Ксавье Сент-Клод. Новый бой опять не завершён, но Маклауд преследует врагов по пятам. Следующая их встреча будет уже в Париже, куда Маклауд в поисках врагов прибывает вместе с агентом Рене Деляйн. |      |                          |                          |  |  |  |
| 38 | 2x16 | Вампир                   | The Vampire              |  |  |  |
| Бессмертный Вард, женящийся ради наследства на богатых женщинах и убивающий их после свадьбы, выбрал своей следующей жертвой дочь приятеля Дункана Маклауда. По наводке Доусона Дункан отправляется на его поиски. |      |                          |                          |  |  |  |
| 39 | 2x17 | Поджигатель войны        | Warmonger                |  |  |  |
| Бессмертный Артур Дрейк, центр огромного зла, связан с Дунканом клятвой о ненападении. Но сдержит ли Маклауд обещание в свете последних ужасных событий? |      |                          |                          |  |  |  |
| 40 | 2x18 | Дочь Фараона             | Pharaoh’s Daugher        |  |  |  |
| Открыв саркофаг со старинной египетской мумией внутри, Маклауд находит Нефертири, которая была похоронена вместе со своей госпожой Клеопатрой. Воскрешённая Нефертири винит в смерти своей госпожи и гибели Египта римского полководца, которому она жаждет отомстить. |      |                          |                          |  |  |  |
| 41 | 2x19 | Наследие                 | Legacy                   |  |  |  |
| Аманда, появившись как всегда внезапно, рассказывает об убийстве своей близкой подруги и наставницы Ребекки. Она даже знает имя убийцы. Каждому своему ученику Ребекка давала кусочек очень древнего кристалла. По легенде, собравший их все вместе сможет создать Талисман, который сделает его непобедимым… |      |                          |                          |  |  |  |
| 42 | 2x20 | Блудный сын              | Prodigal Son             |  |  |  |
| Ричи постоянно преследует незнакомый Бессмертный, подставляя его подозреваемым в убийствах, которые совершает сам. Маклауд, как наставник, должен помочь Ричи, но вслед за ним на Дункана выходит «охотник» Мартин Хайд. Получается, Ричи выдал Дункана. |      |                          |                          |  |  |  |
| 43 | 2x21 | Подделка, часть I        | Counterfeit, Part I      |  |  |  |
| Люди с татуировками нападают на Ричи, но его спасает Пит Уайлдер. Ричи думает, что нашёл нового друга, но Маклауд считает, что тот специально подстроил нападение. Подобный разлад приводит к серьёзной ссоре. Ведь никому не известно, что ситуацию подстроил Джеймс Хортон. |      |                          |                          |  |  |  |
| 44 | 2x22 | Подделка, часть II       | Counterfeit, Part II     |  |  |  |
| В Париж приезжает Джо Доусон, чтобы сообщить о том, что Хортон жив. Маклауд случайно знакомится с девушкой, как две капли воды похожей на Тессу. Джо и Ричи встревожены, но на самого Доусона совершено неожиданное покушение. |      |                          |                          |  |  |  |
| |      |                          |                          |  |  |  |

## Сезон 3 (1994—1995)
| 45 | 3x01 | Самурай               | The Samurai             |  |  |  |
| Когда-то Маклауд дал обещание старому самураю Хидео Кото охранять всех его потомков и членов их семей и даже получил в дар старинный меч с рукояткой в виде головы дракона. Теперь молодая родственница Кото просит помощи у Дункана. |      |                       |                         |  |  |  |
| 46 | 3x02 | Линия огня            | Line of Fire            |  |  |  |
| Ричи случайно оказывается отцом, его подружка является к нему с маленьким ребёнком. Так как бессмертные не могут иметь потомство, то Ричи знает об обмане, но хочет иметь сына, поэтому признаёт ребёнка. |      |                       |                         |  |  |  |
| 47 | 3x03 | Революционер          | The Revolutionary       |  |  |  |
| Пол Кэрос когда-то сражался в рядах гладиаторов в Древнем Риме, а сейчас борется за справедливость на Балканах. Он зовёт Маклауда присоединиться к нему, но тот сомневается в праведности такой борьбы. |      |                       |                         |  |  |  |
| 48 | 3x04 | Крест Святого Антония | The Cross of St.Antoine |  |  |  |
| Возлюбленную Джо Доусона убивают накануне их свидания. В процессе личного расследования Маклауд начинает подозревать, что убийство мог совершить бессмертный Джон Дурган. |      |                       |                         |  |  |  |
| 49 | 3x05 | Обряд посвящения      | Rite of Passage         |  |  |  |
| В автокатастрофе погибает дочь старого приятеля Дункана и возрождается бессмертной. Стараясь стать её наставником, Дункан приводит Мишель домой, но та не может поверить в происходящее. Появившийся любитель женщин из сословия бессмертных переманивает девушку к себе и заставляет Маклауда вступить с ним в схватку.                                                        |      |                       |                         |  |  |  |
| 50 | 3x06 | Храбрость             | Courage                 |  |  |  |
| Доктор Энн Линдси принимает ухаживания Маклауда, но однажды, придя к ней на работу, чтобы забрать её на свидание, он встречает давнего друга и одного из лучших фехтовальщиков XIX века Брайана Каллена, попавшего после автокатастрофы в больницу. |      |                       |                         |  |  |  |
| 51 | 3x07 | Ягнёнок               | The Lamb                |  |  |  |
| Дункан и Ричи встречают Кенни — бессмертного, который умер десятилетним и часто нуждается в защите, но, оказывается, мальчик может справиться и без помощи посторонних. |      |                       |                         |  |  |  |
| 52 | 3x08 | Одержимость           | Obsession               |  |  |  |
| Дэвид Кеог мечтает жениться, но его избранница — смертная, и не хочет выходить замуж за бессмертного. Маклауд хочет, чтобы Дэвид оставил женщину в покое, но тот ни за что не хочет отступать. |      |                       |                         |  |  |  |
| 53 | 3x09 | Тени                  | Shadows                 |  |  |  |
| Маклауда преследуют сновидения со странным смыслом и галлюцинации, в которых его убивает Неизвестный в капюшоне. Все это начинается с приездом в город скульптора Джона Гэррика, давнего приятеля Дункана. |      |                       |                         |  |  |  |
| 54 | 3x10 | Шантаж                | Blackmail               |  |  |  |
| Маклауда шантажирует Роберт Вэверли, который случайно заснял на видеокамеру поединок между Дунканом и Питером Матлином. Целью шантажа является убийство Дунканом жены Вэверли. |      |                       |                         |  |  |  |
| 55 | 3x11 | Вендетта              | Vendetta                |  |  |  |
| Мелкий гангстер в прошлом, Бенни Карбаса, провоцирует ссору Маклауда с Саймоном Лэнгом. Он объясняет это давним раздором, который случился около полувека назад, когда Лэнг был совсем не тем, за кого он себя выдаёт сейчас. |      |                       |                         |  |  |  |
| 56 | 3x12 | Они служат            | They Also Serve         |  |  |  |
| У одного молодого бессмертного слишком много побед для столь юного возраста. Его имя Майкл Кристиан, и его Наблюдатель слишком хорошо информирован о слабых местах других бессмертных. |      |                       |                         |  |  |  |
| 57 | 3x13 | Слепая вера           | Blind Faith             |  |  |  |
| Джон Кирин, сбитый автомобилем, умирает в госпитале. Своим воскрешением он поражает Энн Линдси, которая, не понимая, что тот бессмертный, рассказывает о произошедшем «чуде» Маклауду. |      |                       |                         |  |  |  |
| 58 | 3x14 | Песня палача          | Song of the Executioner |  |  |  |
| У бессмертного Павла, настоятеля монастыря Св. Христофора, Маклауд нашёл приют в далеком 1658 году. Они договорились встретиться, но Павел исчезает. Дункан вспоминает бывшего ученика Павла, с которым он познакомился в монастыре, и то, как они тогда расстались. |      |                       |                         |  |  |  |
| 59 | 3x15 | Несчастный            | Star-Crossed            |  |  |  |
| В парижском аэропорту Маклауд встречает Хью Фицкерна. Тот познакомился с прекрасной женщиной и ради неё начинает преподавать кулинарное искусство. |      |                       |                         |  |  |  |
| 60 | 3x16 | Митос                 | Methos                  |  |  |  |
| Маклауд пытается опередить Калласа, который, схватив своего наблюдателя и подвергнув его пыткам, ищет Митоса — легендарного бессмертного, который прожил уже 5000 лет и обладает уникальной силой. |      |                       |                         |  |  |  |
| 61 | 3x17 | Вернём себе ночь      | Take Back the Night     |  |  |  |
| Уличные бродяги убивают мужа бессмертной Кедвин, участвовавшей ещё в антиримском восстании кельтов Британии под предводительством Боудикки (61 г. н. э.), а с Маклаудом познакомившейся в времена битвы при Куллодене (1746). Маклауд убеждает её не мстить, ведь некогда она сама просила его об этом.                                                                         |      |                       |                         |  |  |  |
| 62 | 3x18 | Свидетельство         | Testimony               |  |  |  |
| Дункан хочет рассказать Энн, что он бессмертный, и предоставить ей право выбора. Энн летит к нему в Париж и в аэропорту оказывает медпомощь русской девушке, оказавшейся наркокурьером. После того, как главарь русской мафии бессмертный Кристов, с которым Маклауд познакомился в России ещё в середине XVIII века, пытается убить девушку, горец вступает в схватку со злом… |      |                       |                         |  |  |  |
| 63 | 3x19 | Смертные грехи        | Mortal Sins             |  |  |  |
| Маклауд и Энн вместе, но девушку ожидают испытания, связанные с подобным выбором. Горец должен постоянно оберегать близких ему людей и сражаться с теми, кто за ними охотится. |      |                       |                         |  |  |  |
| 64 | 3x20 | Обоснованное сомнение | Resonable Doubt         |  |  |  |
| Маклауд — посредник в сделке по выкупу у грабителей эскиза редкой картины Леонардо да Винчи. На встрече оказывается, что грабители ему известны — это наивная племянница Мориса Симона и стоящий за ней бессмертный Лукас. |      |                       |                         |  |  |  |
| 65 | 3x21 | Финал, часть I        | Finale, Part I          |  |  |  |
| Аманда помогает Калласу бежать из тюрьмы, чтобы убить его. Каллас сбегает и сразу начинает искать Дункана, а заодно и Аманду, зная, что та хотела его подставить. |      |                       |                         |  |  |  |
| 66 | 3x22 | Финал, часть II       | Finale, Part II         |  |  |  |
| Каллас крадёт базу данных с именами всех известных бессмертных и их наблюдателей, и, убивая всех, кто попадается на его пути, начинает шантажировать Маклауда. Его ищут наблюдатели, а друзья Дункана уговаривают его не идти на сделку. Но Горец решается на финальную битву.                                                                                                  |      |                       |                         |  |  |  |
| |      |                       |                         |  |  |  |

## Сезон 4 (1995—1996)
| 67 | 4x01 | Родина                | Homeland                |  |  |  |
| Маклауд покупает у антиквара кельтский браслет, который он в далеком 1624 году подарил своей смертной возлюбленной Деборе Кэмпбелл, а после её трагической гибели — похоронил вместе с ней в её могиле. Сейчас он хочет вернуть браслет в её могилу. Вернувшись в родной Гленфиннан, Маклауд узнаёт о страшных ритуальных убийствах, которые совершает во славу Одина его давний враг — викинг Кенвульф. |      |                       |                         |  |  |  |
| 68 | 4x02 | Братья по оружию      | Brothers in Arms        |  |  |  |
| В бессмертного-афроамериканца по имени Эндрю Корд стреляли — как узнаёт Маклауд, это был снайпер Чарли Де Сальво. Чарли хочет уничтожить Корда, убившего его возлюбленную Мару во время конфликта на Балканах. Джо Доусон, воевавший с Кордом во Вьетнаме и спасенный им от смерти, пытается убедить Маклауда не принимать ничьей стороны в этой битве. Но после того, как коварный Корд подло убивает Чарли, горец вынужден нарушить обещание, данное своему другу-наблюдателю, и вступить в новую битву со злом… |      |                       |                         |  |  |  |
| 69 | 4x03 | Невинный              | The Innocent            |  |  |  |
| Ричи встречается с Майки — бессмертным внушительных габаритов с интеллектом ребёнка, просто «влюблённого» в поезда. Ричи отвозит Майки к Маклауду, но Маклауд считает, что ничего хорошего из этого не выйдет. Однако выясняется, что за Майки охотится Тайлер Кинг. |      |                       |                         |  |  |  |
| 70 | 4x04 | Вожак стаи            | Leader of the Pack      |  |  |  |
| Ричи встречает Марка Росча, панка, убившего Тессу и стрелявшего в него самого. Росч «завязал» с «дурью», а его юная жена ждёт ребёнка. Невзирая на это, Ричи мечтает отомстить ему за гибель Тессы. Тем временем, Маклауд узнаёт о возвращении своего заклятого врага, бессмертного Питера Каниса. Канис, как всегда, натравливает на «дичь» своих собак — свору злобных ротвейлеров. |      |                       |                         |  |  |  |
| 71 | 4x05 | Двойной орёл          | Double Eagle            |  |  |  |
| Старый друг Маклауда по имени Кит О’Брэди ищет хорошую скаковую лошадь. Маклауд помнит Кита со времён «Золотой лихорадки» в Сан-Франциско, где у того был салун «Двойной орёл» — позже он проиграл его в покер Аманде Монтроуз. |      |                       |                         |  |  |  |
| 72 | 4x06 | Воссоединение         | Reunion                 |  |  |  |
| Юный бессмертный Кенни вынужден спасаться бегством от взрослого бессмертного Теренса Кинкэйда. Кенни обращается за помощью к доктору Энн Линдси, а та вызывает на подмогу Маклауда. Вскоре выясняется, что Кинкэйд когда-то был суровым капитаном парусника, высаженным взбунтовавшейся командой на необитаемый остров по инициативе Маклауда. Аманда же познакомилась с коварным Кенни в Англии ещё в 1182 году… |      |                       |                         |  |  |  |
| 73 | 4x07 | Полковник             | The Colonel             |  |  |  |
| Полковник-милитарист Саймон Киллиан командовал полком в первую мировую войну. Маклауд оказался свидетелем устроенным им в 1918 году кровавой бойни, а затем участвовал в заседании трибунала, осудившем Киллиана к пожизненному заключению в психиатрической лечебнице. Прошло семьдесят лет, и Киллиан вернулся, чтобы отомстить. Похищенному боевиками Киллиана Маклауду с трудом удаётся освободиться и разделаться с маньяком… |      |                       |                         |  |  |  |
| 74 | 4x08 | Герои поневоле        | Reluctant Heroes        |  |  |  |
| Возвращаясь домой из кино, Маклауд и Ричи становятся свидетелями попытки убийства бакалейщика Дэвида Маркума. Им удаётся спасти бакалейщика, но его жена Алиса убита. Оказывается, за всем этим стоит бессмертный Пол Кинмэн… |      |                       |                         |  |  |  |
| 75 | 4x09 | Гнев богини Кали      | The Wrath of Kali       |  |  |  |
| Древняя статуя индусской богини Кали — новое приобретение университетского музея. Статую боготворит бессмертный Камир, и он уже много веков ищет её, чтобы забрать обратно в Индию. И только Маклауд знает, что Камир принадлежит к древнему культу почитателей Кали — тугов — занимавшихся ритуальными удушениями… |      |                       |                         |  |  |  |
| 76 | 4x10 | Рыцарство             | Chivalry                |  |  |  |
| Маклауд узнаёт, что его бывшая любовница завела роман с Ричи. Маклауд предупреждает своего ученика о маниакальной ревности Кристин, но тот влюблён и не желает ничего слушать. Когда Кристин пытается убить Ричи и его сводную сестру, Маклауд вынужден с ней сразиться, но кодекс рыцарской чести не позволяет горцу убить женщину, которую он когда-то любил. |      |                       |                         |  |  |  |
| 77 | 4x11 | Вне времени           | Timeless                |  |  |  |
| Маклауд пытается спасти от смерти свою бывшую подопечную. Талантливая и красивая молодая пианистка-афроамериканка уже несколько раз становилась мишенью для убийцы. |      |                       |                         |  |  |  |
| 78 | 4x12 | Бомбежка              | The Blitz               |  |  |  |
| Хирург-травматолог Энн Линдси работает на «скорой помощи». Она выезжает на вызов после взрыва в метро, но во время следующего взрыва она попадает в ловушку. Это напоминает Маклауду, как он и его возлюбленная Диана во время второй мировой войны попали под немецкую бомбёжку в Лондоне. Диана тогда погибла… |      |                       |                         |  |  |  |
| 79 | 4x13 | Нечто страшное        | Something Wicked        |  |  |  |
| Бессмертный Колтек — индеец-шаман, сражающийся с негодяями-бессмертными. Но и над ним зло начинает простирать свою длань… Дункану приходится сразиться с другом, а затем на время сделаться «хайокой» — одержимым, в которого вселяются силы зла… |      |                       |                         |  |  |  |
| 80 | 4x14 | Избавление            | Deliverance             |  |  |  |
| Джо вызывает из Европы Митоса, чтобы он помог одержимому злом Маклауду вновь обрести себя. Тем временем Маклауд продолжает бесчинствовать, всерьёз угрожая даже своим друзьям — Ричи и Джо Доусону. С огромным трудом ему удаётся избавиться от своей второй инфернальной сущности и вновь обрести себя… |      |                       |                         |  |  |  |
| 81 | 4x15 | Обещания              | Promises                |  |  |  |
| В далеком 1755 году в Магрибе Маклауд дал обещание выполнить просьбу Кассима, чтобы спасти жизнь своего юного друга. Теперь бессмертный Кассим, которому он дал обещание, требует, чтобы Маклауд убил диктатора, руководящего одной из стран Северной Африки. |      |                       |                         |  |  |  |
| 82 | 4x16 | Мафусаилов дар        | Methuselah’s Gift       |  |  |  |
| Для спасения умирающей подруги Митоса — Анны — Митос и Аманда решают похитить из штаб-квартиры наблюдателей «кристалл Мафусаила». Согласно легенде, этот кристалл способен превратить обычного человека в бессмертного. Ограбление проваливается — Митос схвачен, но Аманде удаётся скрыться с кристаллом. Маклауд всеми силами пытается помочь друзьям. |      |                       |                         |  |  |  |
| 83 | 4x17 | Бессмертный Чимоли    | The Immortal Cimoli     |  |  |  |
| Фокусника-неудачника Дэнни Чимоли сбил грузовик — теперь он тоже бессмертный. Аманда и Маклауд сталкиваются с ним в цирке, где Чимоли показывает фокусы (ему стреляют в сердце, а он, к ликованию публики, остаётся жив и невредим. Чимоли и не подозревает, что уже стал частью Большой Игры. Не пожелав отказаться от популярности и скрыться, сменив имя, Дэнни становится лёгкой добычей одного из бессмертных, невзирая на защиту благородного Маклауда… |      |                       |                         |  |  |  |
| 84 | 4x18 | Сквозь тёмное стекло  | Through A Glass, Darkly |  |  |  |
| Маклауд встречает на Святой земле своего старого друга-шотландца Уоррена Кохрейна, вместе с которым участвовал в восстании Принца Чарли в 1745—1746 годах. Кохрейн, некогда отважный боец и патриот, навестивший в 1786 году в Пикардии вместе с Маклаудом состарившегося Чарли и разуверившийся в нём, странным образом потерял свою память. Все события своей собственной жизни и истории он видит в искажённом свете, не желая верить доводам своего старого друга. Горец советуется с Митосом и просит его, как наблюдателя, помочь вернуть память Кохрейну. |      |                       |                         |  |  |  |
| 85 | 4x19 | Дважды виновный       | Double Jeopardy         |  |  |  |
| В Париже Маклауд встречается со старой знакомой — американским спецагентом. Теперь она помолвлена и ищет преступника, чей «почерк» идентичен манере работы старого врага Маклауда — Ксавье Сен-Клода, который считался «погибшим»… |      |                       |                         |  |  |  |
| 86 | 4x20 | До самой смерти       | Till the death          |  |  |  |
| Бессмертная пара Роберт и Джина Валикур прожили вместе 300 лет, играя свадьбу раз в сто лет, а теперь Джина хочет развестись. Чтобы помочь Роберту вернуть её, Маклауд уговаривает Митоса притвориться неизвестным молодым бессмертным, охотящимся за головой Роберта. |      |                       |                         |  |  |  |
| 87 | 4x21 | Судный день           | Judgement Day           |  |  |  |
| Происходит загадочная серия убийств наблюдателей, и последние обвиняют Джо Доусона в предательстве (по правилам он не должен был сообщать бессмертному, кто он такой). Митос рассказывает об этом Маклауду и, следуя его просьбе, выясняет подробности этого дела, после чего помогает Дункану проникнуть к наблюдателям, чтобы тот объяснил им ситуацию. Позже, в то время, как идёт «суд» над друзьями Митоса, он попадает на него и, показывая дневник «наблюдателя Митоса» (которым последние десять лет является он сам), пытается доказать, что наблюдатель, будучи Митосу не посторонним человеком, а другом, узнал о старейшем из бессмертных то, чего не узнал бы никто другой. |      |                       |                         |  |  |  |
| 88 | 4x22 | За минуту до полуночи | One Minute to Midnight  |  |  |  |
| На этот раз наблюдатели открыли на Маклауда «сезон охоты», думая, что именно он, спасая Доусона, убил их людей. Джо в это время скрывается у Митоса, а Дункан встречается со своим старым другом, Джакобом Галати, жену которого когда-то убил Хортон, почему он, собственно, и стал мстить наблюдателям. Частично оправившись от ранений, полученных в перестрелке, Доусон снова отправляется к наблюдателям в надежде объяснить, что Маклауд ни в чём не виновен; последовавший за ним Митос помогает ему попасть в здание, после чего рассказывает об этом Маклауду. |      |                       |                         |  |  |  |
| |      |                       |                         |  |  |  |

## Сезон 5 (1996—1997)
| 89 | 5x01 | Пророчество             | Prophecy                       |  |  |  |
| Маклауд после долгого перерыва возвращается в США, в квартиру с тренажёрным залом. Его находит бессмертная Кассандра, с которой он познакомился в детстве, когда она в Шотландии занималась колдовством. Однако Кассандру саму разыскивает бессмертный, хорошо владеющий гипнозом. |      |                         |                                |  |  |  |
| 90 | 5x02 | Конец невинности        | End of Innocence               |  |  |  |
| Ричи Райан теряет свою толерантность к другим бессмертным из-за «урока», преподанного ему Маклаудом. Поединок со случайным бессмертным приводит к тому, что теперь за Ричи гонится учитель покойного Картера. Именно этот бессмертный в своё время убил учителя Маклауда. Тем временем Джо Доусон принимает решение выйти из Ордена наблюдателей… |      |                         |                                |  |  |  |
| 91 | 5x03 | Охота на человека       | Manhunt                        |  |  |  |
| Старый друг Маклауда — афроамериканец Карл, бывший беглый раб — чемпион-бейсболист. Но однажды после игры к нему приходит бессмертный, которого Карл убивает. К сожалению, убийство тут же предаётся огласке, а расследует его агент ФБР — бессмертный Мэтью Маккормик… |      |                         |                                |  |  |  |
| 92 | 5x04 | Славные деньки          | Glory days                     |  |  |  |
| В одной из нью-йоркских гостиниц происходит заказное убийство. Киллер — не кто иной, как Джонни Кей. Когда-то он мечтал быть таким, как Капоне; с тех пор моральных качеств у него не прибавилось. А вот Джо Доусон, повстречав свою бывшую подругу Бетти, узнаёт, что привязанность со времен колледжа не имеет срока давности. |      |                         |                                |  |  |  |
| 93 | 5x05 | Драматическая развязка  | Dramatic License               |  |  |  |
| Дункан становится героем любовного романа. Ему хотелось бы знать, случайно ли писательница Кэролин Марш включила его в роман и что конкретно она о нём знает. Но другой бессмертный, также ставший героем книги, открыл охоту на писательницу. |      |                         |                                |  |  |  |
| 94 | 5x06 | Деньги не главное       | Money No Object                |  |  |  |
| Маклауд и Аманда вновь встречаются с Кори Рейнзом, с которым Аманду связывает бурное прошлое. Кори не прочь вновь совлечь Аманду с верной дорожки. Поможет ли сопернику Маклауд? |      |                         |                                |  |  |  |
| 95 | 5x07 | Призрак                 | Haunted                        |  |  |  |
| Дженнифер Хилл овдовела, но она утверждает, что дух её покойного мужа всюду следует за ней. Она приходит к другу мужа, Дункану Маклауду, и просит отомстить за убитого, чтобы дух его обрёл покой. Однако выполнить просьбу вдовы Горец не в состоянии, потому что убийцей её супруга оказывается… Ричи Райан, случайно повздоривший с покойным на дороге… |      |                         |                                |  |  |  |
| 96 | 5x08 | Оловянный божок         | Little Tin God                 |  |  |  |
| Дерек был обречён погибнуть ещё подростком в уличных войнах, но вера в Бога помогла ему встать на ноги и стать талантливым певцом госпелов. После смерти он встречается с Господом, и Бог дарует ему вечную жизнь — с условием, что он сразится с Сатаной. Вот только чьё обличье принял Сатана? |      |                         |                                |  |  |  |
| 97 | 5x09 | Вестник                 | The Messenger                  |  |  |  |
| Ричи встречает бессмертного, который выдаёт себя за Митоса и проповедует отказ от поединков ради «мира между бессмертными». Маклауд знакомит его с настоящим Митосом, но Ричи продолжает верить «вестнику», и это едва не стоит ему жизни. |      |                         |                                |  |  |  |
| 98 | 5x10 | Валькирия               | The Valkyrie                   |  |  |  |
| Маклауд случайно сталкивается со своей старой знакомой Ингрид, искусной киллершей, которой в далеком 1944 году представился шанс убить самого Гитлера, но так и не удалось осуществить свой план. С тех пор Ингрид безжалостно убивает всех потенциальных диктаторов, встреченных на её пути. В Москве её жертвой становится неосторожный русский националист, в Америке она берет на мушку одного из лидеров местных расистов. Однако принципиальный Маклауд вынужден встать на её пути… |      |                         |                                |  |  |  |
| 99 | 5x11 | Приход всадника         | Comes a Horseman               |  |  |  |
| Кассандра охотится за старым врагом — Кроносом, одним из Четырёх Всадников, истребивших её племя в бронзовом веке; Маклауд тоже когда-то сталкивался с этим бессмертным, хотя тот и скрывался под другим именем. В то же время становится ясно, что Митос — тоже один из Всадников, которого в древности называли Смертью; Кронос находит его, убеждает воссоединиться и получает согласие. Кассандра между тем выходит на Кроноса, но Митас вмешивается в бой и выводит из него одного участника, но не Кроноса. Горец пытается разобраться с ним, но Митос мешает закончиться схватке. В последней сцене Митос обещает Кроносу привести его к двум оставшимся всадникам, которые ещё живы, и снова собрать их вместе. |      |                         |                                |  |  |  |
| 100 | 5x12 | Откровение              | Revelation 6:8                 |  |  |  |
| Теперь всадники, наконец, снова вместе, все четверо. Митос связывается с Маклаудом и сообщает об их планах, однако Кронос оказывается хитрее и берёт в заложницы Кассандру. Митос пожал плечами, а когда пришёл Дункан (убивший к тому времени четвёртого Всадника — Каспиана), выпустил Кассандру, схватившись с Сайласом. Кронос и Сайлас повержены. Кассандра пытается убить Митоса, но Дункан просит оставить ему жизнь. |      |                         |                                |  |  |  |
| 101 | 5x13 | Выкуп Ричарда Редстоуна | The Ransom of Richard Redstone |  |  |  |
| Семья Марины владела замком Ле Мартен на протяжении многих веков, но сейчас её владения под угрозой: престарелый дедушка-барон оказался кругом в долгах. Марина похищает подвернувшегося ей под руку в казино американского миллионера, чтобы за счёт выкупа выплатить свои долги и сохранить родовое имение. Однако человек, которого она считает миллионером Ричардом Редстоуном, на самом деле — Ричи Райан, не имеющий и гроша за душой. Тем временем разыскивающий его Маклауд выясняет, что положивший глаз на баронский замок мафиози — бывший налётчик, ограбивший его самого с подругой в далёком 1978 году.                                                                                                   |      |                         |                                |  |  |  |
| 102 | 5x14 | Дуэнде                  | Duende                         |  |  |  |
| Бессмертный испанец Оттавио Консоне — бессердечный садист, однако талантливый мастер клинка, равно преуспевающий как в поединках на шпагах, так и в красноречии. Много лет назад он пытался поделиться своими знаниями с Маклаудом, но потом их пути разошлись из-за соперничества в любви. Бывшие друзья, а ныне смертельные враги вновь сходятся на почве неподдельного интереса к традиционному испанскому танцу фламенко… |      |                         |                                |  |  |  |
| 103 | 5x15 | Тронный Камень          | The Stone of Scone             |  |  |  |
| По официальным заявлениям Британского правительства, легендарный Тронный камень шотландских королей, вывезенный в конце XIII века королём Эдуардом I, неожиданно похищен из Вестминстерского аббатства. Но является ли это похищение «невинной шуткой» дилетантов или серьёзным предприятием неких бессмертных-патриотов Шотландии? |      |                         |                                |  |  |  |
| 104 | 5x16 | Прости нам долги наши   | Forgive Us Our Trespasses      |  |  |  |
| После подавления восстания Принца Чарли и неудачной для шотландцев битвы при Куллодене 1746 года Маклауд одержим жаждой убийства всех англичан, уничтожавших его народ. Теперь в жизни Маклауда настала пора платить за свои преступления. Стивен Кин хочет отомстить Дункану за смерть своего друга-англичанина, и Дункан знает, что Стивен имеет на это полное право. |      |                         |                                |  |  |  |
| 105 | 5x17 | Новый Прометей          | The Modern Prometheus          |  |  |  |
| Бессмертный, друг Митоса, известный ранее как поэт Джордж Гордон Байрон, стал рок-певцом. Однако он не оставляет своих привычек и вовлекает смертных в свои опасные игры. Рано или поздно случится трагедия. |      |                         |                                |  |  |  |
| 106 | 5x18 | Архангел                | Archangel                      |  |  |  |
| Два археолога, Фостер и Ландри, обнаруживают древнюю зороастрийскую статую. Это воплощение демона Ахримана, с которым предстоит сразиться Маклауду, который до поры до времени отказывается верить в его существование. Но ему приходится принять это как факт, когда некогда убитые им люди и бессмертные возникают на его пути вновь и вновь. Обманутый коварным демоном, Маклауд нечаянно отрубает голову другу — Ричи Райану… |      |                         |                                |  |  |  |
| |      |                         |                                |  |  |  |

## Сезон 6 (1997—1998)
| 107 | 6x01 | Аватар                             | Avatar              |  |  |  |
| Тяжело переживший случайную гибель Ричи, Горец возвращается из малайского монастыря, где он набирался сил перед началом новых битв. Его не оставляет пробудившийся демон Ахриман, который приходит раз в тысячу лет, чтобы нанести ущерб Земле. Маклауд едет в Париж, чтобы уничтожить Ахримана, который тем временем обольщает юную Софи — ассистентку покойного профессора-археолога Ландри.                                                                                              |      |                                    |                     |  |  |  |
| 108 | 6x02 | Армагеддон                         | Armageddon          |  |  |  |
| Маклауд отправляется к своему духовному наставнику отцу Роберту Бофору. Священник скорбит о своём брате Джеке, покончившим жизнь самоубийством. Вместе им предстоит преодолеть череду соблазнов, чтобы укрепиться в вере. С помощью отца Бофора и Джо Доусона Маклауд, наконец, начинает находить путь к уязвимости Ахримана. |      |                                    |                     |  |  |  |
| 109 | 6x03 | Грехи отцов                        | Sins if the Father  |  |  |  |
| Когда друг Дункана погибает в автокатастрофе, Горец пытается разыскать убийцу и сталкивается с бессмертной Алексой Рэвен, родившейся в древнем Уэльсе (Камбрии). Пытаясь защитить от неё сына своего покойного друга-банкира, Горец узнает, каким неблаговидным образом тому удалось заполучить свои капиталы, составленные во время второй мировой войны из вкладов жертв Холокоста… |      |                                    |                     |  |  |  |
| 110 | 6x04 | Дипломатическая неприкосновенность | Diplomatic Immunity |  |  |  |
| Аферист и мошенник, бессмертный Вилли Кингсли ловко инсценирует свою смерть и получает с этого деньги. Но в этот раз дела пошли не так, как надо, из-за чего умирает его смертная жена. Вилли обращается к Дункану за помощью, чтобы разыскать убийцу. Но принципиальный Маклауд хочет правосудия, Вилли же жаждет одной мести… |      |                                    |                     |  |  |  |
| 111 | 6x05 | Пациент № 7                        | Patient Number 7    |  |  |  |
| Полиция наступает ей на пятки, убийцы преследуют её, Кира находится в бегах, не помня ни кто они, ни кто она. На улицах Парижа она сталкивается с Дунканом Маклаудом, который рассказывает ей невероятную историю о том, что триста лет назад он и Кира были любовниками, что она — солдат, воин. И она бессмертна. Кира не верит его словам, но если это неправда, то почему кто-то охотится за её головой?                                                                                |      |                                    |                     |  |  |  |
| 112 | 6x06 | Чёрная башня                       | Black Tower         |  |  |  |
| Четыреста лет назад Девон Марек был испорченным аристократом с неутолимой страстью к охоте. Его первый учитель, Дункан Маклауд, вынудил его бросить свои земли и имя, когда тот стал бессмертным. Марек так и не простил его за это. Ослеплённый жаждой мести, Марек заключает Горца в пустынном высотном здании с бригадой наёмных убийц. |      |                                    |                     |  |  |  |
| 113 | 6x07 | Необычные подозреваемые            | Unusual Suspects    |  |  |  |
| На дворе 1929 год, и Хью Фицкерн наслаждается жизнью английского лорда в своём поместье. У него есть хорошие друзья, красивая жена, верные слуги. Так продолжается, пока один из них не «убивает» его. Теперь, с помощью своего старого друга Дункана Маклауда, Фитц решает раскрыть личность собственного убийцы. |      |                                    |                     |  |  |  |
| 114 | 6x08 | Правосудие                         | Justice             |  |  |  |
| Приёмная дочь бессмертной Кати убита, но суд позволяет убийце — её мужу — свободно гулять на воле. Теперь Катя — настоящий ангел мести, жаждущий правосудия… Горец должен убедить её, что правосудие и месть — разные вещи. |      |                                    |                     |  |  |  |
| 115 | 6x09 | Смертельное разоблачение           | Deadly Exposure     |  |  |  |
| Бессмертная Рейган Коул большую часть своей жизни работала «охотником за головами», разыскивая опасных преступников за вознаграждение. В прошлом она получила деньги за поимку самого Маклауда, но тогда же его и выручила. Теперь Рейган приехала в отпуск в Париж… |      |                                    |                     |  |  |  |
| 116 | 6x10 | Два сердца                         | Two of Hearts       |  |  |  |
| Несколько веков назад Бартоломью посылал тысячи людей на смерть в Крестовых походах, накапливая себе состояние во имя Бога. Теперь Кэтрин хочет забрать его голову — если только сможет удержать своего смертного мужа Ника от вмешательства в игру бессмертных… |      |                                    |                     |  |  |  |
| 117 | 6x11 | Неосмотрительность                 | Indiscretions       |  |  |  |
| Митос и Джо Доусон объединяют силы, когда неосмотрительность, которую они проявили ранее, стала угрожать жизни их самих и их близких. Морган Уолкер был врагом Митоса в течение двухсот лет, и сейчас получил шанс отомстить, похитив родную дочь Джо. |      |                                    |                     |  |  |  |
| 118 | 6x12 | Быть или не быть                   | To Be               |  |  |  |
| Лондон, 1946 год. Ирландский террорист, бессмертный Лайам О’Рурк, и его смертная возлюбленная Тара взрывают паб. Погибают невинные. Маклауд помогает властям арестовать террористов. Обоих приговаривают к пожизненному заключению, и О’Рурк остаётся в тюрьме до дня смерти Тары. В наше время они с Маклаудом встречаются в Каире. |      |                                    |                     |  |  |  |
| 119 | 6x13 | Быть или не быть                   | Not To Be           |  |  |  |
| Фитц показывает Маклауду мир, в котором никогда не было Горца. В этом мире живут обычной жизнью и погибшая Тесса, и её двое детей. Тем временем Митос поддаётся своей тёмной стороне, и вновь воссоединяется с Кроносом. Сам Фитцкерн считается в этом мире мёртвым вот уже 280 лет… Мак видит, что среди многих потерь в «его мире», в отличие от этого, было и много хорошего — того, что он сделал для своих друзей и любимых, то добро, которое творил. Он принимает решение вернуться… |      |                                    |                     |  |  |  |
| |      |                                    |                     |  |  |  |